# Дак (Північна Кароліна)
Дак (англ. Duck) — місто (англ. town) в США, в окрузі Дер штату Північна Кароліна. Населення — 742 особи (2020).

## Географія
Дак розташований за координатами 36°1′3″ пн. ш. 75°40′21″ зх. д. / 36.01750° пн. ш. 75.67250° зх. д. (36.017604, -75.672377).  За даними Бюро перепису населення США в 2010 році місто мало площу 14,69 км², з яких 14,55 км² — суходіл та 0,14 км² — водойми.

### Клімат
| Клімат : Дак            | Клімат : Дак | Клімат : Дак | Клімат : Дак | Клімат : Дак | Клімат : Дак | Клімат : Дак | Клімат : Дак | Клімат : Дак | Клімат : Дак | Клімат : Дак | Клімат : Дак | Клімат : Дак | Клімат : Дак |
| Показник                | Січ.         | Лют.         | Бер.         | Квіт.        | Трав.        | Черв.        | Лип.         | Серп.        | Вер.         | Жовт.        | Лист.        | Груд.        | Рік          |
| Середня температура, °C | 7,2          | 6,7          | 7,8          | 15,0         | 19,4         | 23,3         | 21,7         | 23,3         | 23,9         | 20,6         | 15,0         | 11,1         | 16,1         |
| ----------------------- | ------------ | ------------ | ------------ | ------------ | ------------ | ------------ | ------------ | ------------ | ------------ | ------------ | ------------ | ------------ | ------------ |
| Джерело: NOAA           |              |              |              |              |              |              |              |              |              |              |              |              |              |

## Демографія
Згідно з переписом 2010 року, у місті мешкали 6683 особи в 2813 домогосподарствах у складі 1603 родин. Густота населення становила 455 осіб/км².  Було 6617 помешкань (450/км²).
Расовий склад населення:
| - 89,8 % — білих - 1,4 % — азіатів - 1,2 % — чорних або афроамериканців - 0,5 % — корінних американців - 0,1 % — вихідців з тихоокеанських островів - 4,9 % — осіб інших рас |

До двох чи більше рас належало 2,1 %. Частка іспаномовних становила 9,1 % від усіх жителів.
За віковим діапазоном населення розподілялося таким чином: 20,4 % — особи молодші 18 років, 70,2 % — особи у віці 18—64 років, 9,4 % — особи у віці 65 років та старші. Медіана віку мешканця становила 37,8 року. На 100 осіб жіночої статі у місті припадало 106,6 чоловіків;  на 100 жінок у віці від 18 років та старших — 108,5 чоловіків також старших 18 років.
Середній дохід на одне домашнє господарство  становив 60 582 долари США (медіана — 51 101), а середній дохід на одну сім'ю — 71 807 доларів (медіана — 58 981). Медіана доходів становила 40 804 долари для чоловіків та 35 872 долари для жінок. За межею бідності перебувало 11,2 % осіб, у тому числі 9,5 % дітей у віці до 18 років та 2,5 % осіб у віці 65 років та старших.
Цивільне працевлаштоване населення становило 4055 осіб. Основні галузі зайнятості: мистецтво, розваги та відпочинок — 25,0 %, освіта, охорона здоров'я та соціальна допомога — 11,5 %, роздрібна торгівля — 11,3 %.